# Шривпорт
Шривпорт (на английски: Shreveport) е град в американския щат Луизиана. Номер 100 е по численост на населението в САЩ и е разположен на двата бряга на Ред Ривър в областта Пайни Удс. Населението на града е 192 036 жители (по приблизителна оценка от 2017 г.). Заедно с предградието Боужър Сити (англ. Bossier City), населението превишава 375.000 души. Шривпорт е финансов център на региона Арк-Ла-Текс, където се пресичат границите на Арканзас, Луизиана и Тексас. Известен с прозвището „Вратата към Тексас“.

## Личности
Родени в Шривпорт
- Джери Пурнел (1933 – 2017), журналист и писател
- Кейвиън Люис (? – ), писателка

Починали в Шривпорт
- Сандра Канфийлд (1944 – 2003), писателка